# Sudeten-Eisenhut
Der Sudeten-Eisenhut (Aconitum plicatum), auch als Faltenstirniger Eisenhut bezeichnet, ist eine Pflanzenart aus der Gattung Eisenhut (Aconitum) innerhalb der Familie der Hahnenfußgewächse (Ranunculaceae).

## Beschreibung

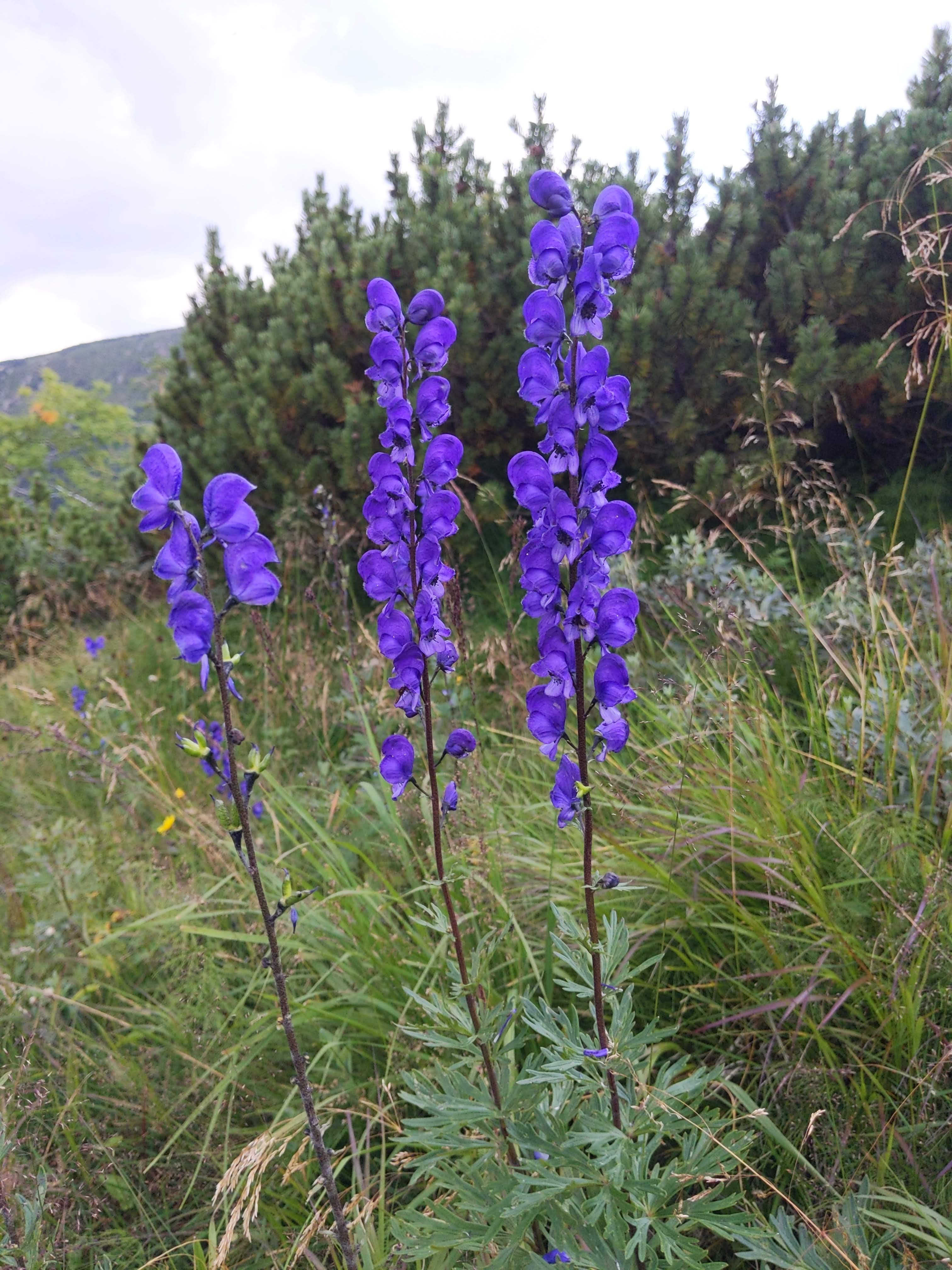
Laubblätter und Blütenstände

### Vegetative Merkmale
Der Sudeten-Eisenhut wächst als ausdauernde krautige Pflanze und erreicht Wuchshöhen von meist 30 bis 150 (25 bis 190) Zentimetern. Der Sudeten-Eisenhut weist eine nicht kugelige Rübe als Überdauerungs- und Speicherorgan auf. Der Stängel ist aufrecht. Die Stängelblätter weisen unterseits eine undeutlich netzartige Nervatur auf.

### Generative Merkmale
Die Blütezeit erstreckt sich über die Monate Juli bis September. Der einfachen oder wenig verzweigten, traubigen Blütenstand ist behaart. Die kahlen Vorblätter der untersten Endtraubenblüte sind bei einer Länge von 1 bis 2, selten bis zu 3 Millimetern linealisch, dreieckig. Die Außenseite des der Blütenhüllblätter sowie die Blütenstiele sind zerstreut bis dicht mit krummen Trichomen besetzt, gegebenenfalls sind die Blütenstiele auch kahl.
Die zwittrigen Blüten sind zygomorph. Die Perigonblätter sind blau bis violett gefärbt. Der Helm, das heißt das oberste Perigonblatt, ist zumeist breiter als hoch. Die Nektarblätter können ebenfalls sowohl behaart als auch kahl sein, die Staubblätter weisen nur im oberen Teil dicht sitzende und abstehende Trichome auf. Es sind zwei oder drei Fruchtblätter vorhanden.
Die Samen sind schwarz.

### Chromosomensatz
Die Chromosomengrundzahl der Gattung Aconitum beträgt x = 8; es liegt Tetraploidie mit einer Chromosomenzahl 2n = 32 vor.

### Giftigkeit
Der Sudeten-Eisenhut ist sehr giftig.

## Vorkommen und Gefährdung
Es gibt Fundortangaben für Tschechien, Deutschland und Polen.
Innerhalb Deutschlands kommt der Sudeten-Eisenhut in Bayern (Bayerischer Wald) und selten im südlichen Sachsen (Erzgebirge) vor.
Aconitum plicatum besiedelt Hochstaudenfluren, Quellfluren und Schluchtwälder.
Aconitum plicatum in Deutschland „Extrem selten“ und ist gemäß Bundesnaturschutzgesetz als besonders geschützt eingestuft.

## Taxonomie
Die erste Beschreibung dieser Art erfolgte durch Johann Christian Gottlieb Köhler und die gültige Erstveröffentlichung von Aconitum plicatum erfolgte 1819 durch Heinrich Gottlieb Ludwig Reichenbach in Uebersicht der Gattung Aconitum, 29. Synonyme für Aconitum plicatum Köhler ex Rchb. sind: Aconitum amoenum Rchb., Aconitum bracteosum J.Presl, Aconitum callibotryon Rchb., Aconitum clusii Rchb., Aconitum firmum Rchb., Aconitum hians Rchb., Aconitum laetum Rchb., Aconitum napellus subsp. firmum auct. non (Rchb.) Gáyer 1912, Aconitum napellus subsp. hians (Rchb.) Gáyer.